# Rolador
Rolador is een gemeente in de Braziliaanse deelstaat Rio Grande do Sul. De gemeente telt 2.869 inwoners (schatting 2009).